# Campagnes TV
Campagnes TV  est une ancienne chaîne de télévision française spécialisée dans la ruralité, l'environnement et l'agriculture, diffusant ses programmes en France par le câble, le satellite et l'ADSL jusqu'au 31 octobre 2017.

## Histoire
La chaîne Campagnes TV voit le jour le 15 janvier 2013. S'inspirant de sa consœur américano-britannique Rural TV, elle propose des programmes autour de l'art de vivre dans le terroirs, l'agriculture, l'agroalimentaire et l'environnement.
En décembre 2014, Guy Vasseur, Président des Chambres d’agriculture (APCA) devient également Président de la chaîne et Olivier Alleman est nommé Directeur Général délégué.
En mars 2015, Campagnes TV lance sa chaîne de replay sur la plateforme Wat.tv, 2 h de programmes sont disponibles en replay chaque semaine. Cette fonction est ensuite offerte sur la plateforme Molotov TV.
En juin 2015, la grille des programmes de Campagnes TV est reprise par l’hebdomadaire Télécâble Sat Hebdo, disponible par abonnement ou en kiosque.
Fin octobre 2017, la chaîne annonce par le biais d'un message vidéo qu'elle cessera définitivement d'émettre le 31 octobre 2017.

## Programmes

### Productions originales
- Le mag de Campagnes TV (présenté par Frédérique Courtadon)
- Restons Nature (Présenté par Diane Gouffrant)
- Ma vie d'agricultrice / Ma vie d'agriculteur
- Content d'être là ! (présenté par Éric Jean-Jean)
- Du champ au fourneau (présenté par Frédérique Courtadon)
- La pêche en questions (présenté par Philippe Lefebvre)
- Bienvenue dans ma ferme (présenté par Eric Jean-jean)
- Terres d'infos (présenté par Olivier Alleman)
- Terres de France (présenté par Jacques Legros)
- 1000 Pays en un
- Nos terroirs ont du talent (présenté par Éric Jean-Jean)

### Co-productions
- Le laisser cerf
- Guy Martin, retour en Savoie
- Je pars au vert, 2000 mètres au-dessus du métro

## Diffusion
Lors de son lancement, la chaîne est disponible uniquement sur le canal ADSL de Freebox TV. Au cours des mois suivants la chaîne devient accessible chez tous les opérateurs français :
- Bbox TV (xDSL / FTTH) : canal 204
- Canal (xDSL / FTTH / satellite) : canal 76 (ou 81 si numérotation TNT) et 545 en HD
- Freebox TV (xDSL / FTTH) : canal 231
- SFR TV (Câble / xDSL / FTTH) : canal 186
- TV d'Orange (xDSL / FTTH) : canal 110

## Nomination
Campagnes TV a été nommée pool images officiel pour le Pavillon de la France lors de l’exposition Universelle de Milan qui se tient du 1er mai au 31 octobre 2015. Le thème de cette exposition : « Nourrir la planète, énergie pour la vie ».